# Schweizer Leichtathleten des Jahres
Die Schweizer Leichtathleten des Jahres werden seit dem Jahr 2004 ausgezeichnet. In den vorangegangenen Jahren wurden bereits die Schweizer Leichtathletik-Trainer des Jahres gewählt. Die Wahlen der Schweizer Leichtathleten des Jahres werden vom Schweizerischen Leichtathletik-Verband (Swiss Athletics) durchgeführt.
Der Leichtathlet, die Leichtathletin sowie der Youngster des Jahres werden seit 2006 je zur Hälfte vom Publikum und von einer Fachjury gewählt. Der Fachjury gehören Vertreter von Swiss Athletics, Journalisten sowie ehemalige Spitzenleichtathleten (in der Jury sassen u. a. schon Anita Weyermann, Werner Günthör, Daria Nauer sowie Anita Protti) an. Der Trainer sowie die Mannschaft des Jahres werden von der Kommission Leistungssport von Swiss Athletics bestimmt.
Der Marathonläufer Viktor Röthlin ist bereits sechsmal zum Schweizer Leichtathleten des Jahres gewählt worden. Zudem wurde er 2014 als Mitglied des EM-Teams der Marathonläufer ausgezeichnet. Der Stabhochspringerin Nicole Büchler ist es als einziger Frau gelungen, die Auszeichnung dreimal zu erlangen. Außerdem war sie Teil der 2015 prämierten 4-mal-100-Meter-Staffel der U23-Frauen. Noemi Zbären gewann viermal in Folge die Wahl zum Youngster des Jahres.

## Preisträger
| Jahr | Leichtathlet                                   | Leichtathletin                                      | Youngster                                        | Mannschaft | Trainer                       | Spezialpreis                            |
| ---- | ---------------------------------------------- | --------------------------------------------------- | ------------------------------------------------ | --- | ----------------------------- | --------------------------------------- |
| 2004 | Viktor Röthlin Marathonlauf                    | Sabrina Altermatt 100-Meter-Hürdenlauf              | –                                                | – | Alain Piaget                  | –                                       |
| 2005 | Christian Belz 10.000-Meter-Lauf               | Corinne Müller Hochsprung                           | Clélia Reuse 100-Meter-Hürdenlauf und Weitsprung | Europa-Cup Team der Männer | Hansruedi Herren              | –                                       |
| 2006 | Viktor Röthlin Marathonlauf                    | Simone Oberer Siebenkampf                           | Valentine Arrieta 200-Meter-Lauf                 | 4-mal-100-Meter-Nationalmannschaftsstaffel der Männer (Andreas Baumann, Marco Cribari, Marc Niederhäuser, Markus Lüthi, Marc Schneeberger, Andreas Kundert) | Terry McHugh                  | –                                       |
| 2007 | Viktor Röthlin Marathonlauf                    | Linda Züblin Siebenkampf                            | Anna Katharina Schmid Stabhochsprung             | 4-mal-100-Meter-Staffel der Frauen beim EYOF (Andrea Gilgen, Grace Muamba, Léa Sprunger, Valentine Arrieta) | Roland und Raynald Mury       | –                                       |
| 2008 | Viktor Röthlin Marathonlauf                    | Nicole Büchler Stabhochsprung                       | Lisa Urech 100-Meter-Hürdenlauf                  | 4-mal-100-Meter-Nationalmannschaftsstaffel der Männer (Andreas Baumann, Marc Schneeberger, Marco Cribari, Amaru Reto Schenkel, Ersatzläufer Andreas Kundert) | Lucio di Tizio                | Christine Müller Masters-Leichtathletik |
| 2009 | Marco Cribari Sprint                           | Nicole Büchler Stabhochsprung                       | Mujinga Kambundji Sprint                         | 4-mal-100-Meter-Nationalmannschaftsstaffel der Männer (Pascal Mancini, Marc Schneeberger, Amaru Reto Schenkel, Marco Cribari) | Laurent Meuwly                | –                                       |
| 2010 | Viktor Röthlin Marathonlauf                    | Irene Pusterla Weitsprung                           | Noemi Zbären 100-Meter-Hürdenlauf                | 4-mal-100-Meter-Nationalmannschaftsstaffel der Männer (Pascal Mancini, Aron Beyene, Amaru Reto Schenkel, Marc Schneeberger) | Andrea Salvadè                | –                                       |
| 2011 | Amaru Reto Schenkel Sprint                     | Lisa Urech 100-Meter-Hürdenlauf                     | Noemi Zbären 100-Meter-Hürdenlauf                | nicht vergeben (Der Internationale Leichtathletikverband (IAAF) hat den Schweizer Rekord der 4-mal-100-Meter-Staffel der Männer gestrichen, nachdem die Wahl zum Team des Jahres bereits abgeschlossen war. Da die aktuelle Situation nicht mehr mit der Ausgangslage zum Zeitpunkt der Wahl übereinstimmt, hat Swiss Athletics keine Mannschaft des Jahres gekürt.) | Sven Rees                     | –                                       |
| 2012 | Viktor Röthlin Marathonlauf                    | Ellen Sprunger Siebenkampf, 4-mal-100-Meter-Staffel | Noemi Zbären 100-Meter-Hürdenlauf                | 4-mal-100-Meter-Nationalmannschaftsstaffel der Frauen (Michelle Cueni, Jacqueline Gasser, Mujinga Kambundji, Marisa Lavanchy, Clélia Reuse, Ellen Sprunger, Léa Sprunger) | Gabi Schwarz                  | –                                       |
| 2013 | Alex Wilson Sprint                             | Ellen Sprunger Siebenkampf, 4-mal-100-Meter-Staffel | Noemi Zbären 100-Meter-Hürdenlauf                | 4-mal-100-Meter-Nationalmannschaftsstaffel der Frauen | Marlis und Urs Göldi          | –                                       |
| 2014 | Kariem Hussein 400-Meter-Hürdenlauf            | Mujinga Kambundji Sprint                            | Angelica Moser Stabhochsprung                    | EM-Team der Marathonläufer (Viktor Röthlin, Tadesse Abraham, Christian Kreienbühl, Michael Ott, Patrick Wieser, Adrian Lehmann) | Flavio Zberg                  | –                                       |
| 2015 | Kariem Hussein 400-Meter-Hürdenlauf            | Selina Büchel Mittelstreckenlauf                    | Caroline Agnou Siebenkampf                       | 4-mal-100-Meter-Staffel der U23-Frauen (Lena Weiss, Charlène Keller, Sarah Atcho, Noemi Zbären) | Marlis und Urs Göldi          | –                                       |
| 2016 | Tadesse Abraham Halbmarathon- und Marathonlauf | Nicole Büchler Stabhochsprung                       | Angelica Moser Stabhochsprung                    | Halbmarathon-Team (Tadesse Abraham, Julien Lyon, Adrian Lehmann, Christian Kreienbühl, Marcel Berni und Andreas Kempf) | Laurent Meuwly und Urs Zenger | –                                       |
| 2017 | Kariem Hussein 400-Meter-Hürdenlauf            | Léa Sprunger 400-Meter-Hürdenlauf, 400-Meter-Lauf   | Géraldine Ruckstuhl Siebenkampf                  | 4-mal-100-Meter-Nationalmannschaftsstaffel der Frauen | Rolf Bättig                   | –                                       |
| 2018 | Alex Wilson Sprint                             | Léa Sprunger 400-Meter-Hürdenlauf, 400-Meter-Lauf   | Delia Sclabas Mittelstreckenlauf                 | 4-mal-100-Meter-Nationalmannschaftsstaffel der Frauen | Michi Rüegg                   | –                                       |
| 2019 | Julien Wanders Langstreckenlauf                | Mujinga Kambundji Sprint                            | Delia Sclabas Mittelstreckenlauf                 | 4-mal-100-Meter-Nationalmannschaftsstaffel der Frauen | Marco Jäger                   | –                                       |
| 2020 | Simon Ehammer Mehrkampf                        | Ajla Del Ponte Sprint                               | Ditaji Kambundji Hürdensprint, Sprint            | 4-mal-400-Meter-Mixed-Staffel LC Zürich | Karl Wyler und René Wyler     | –                                       |